# Sàn diễn thời trang

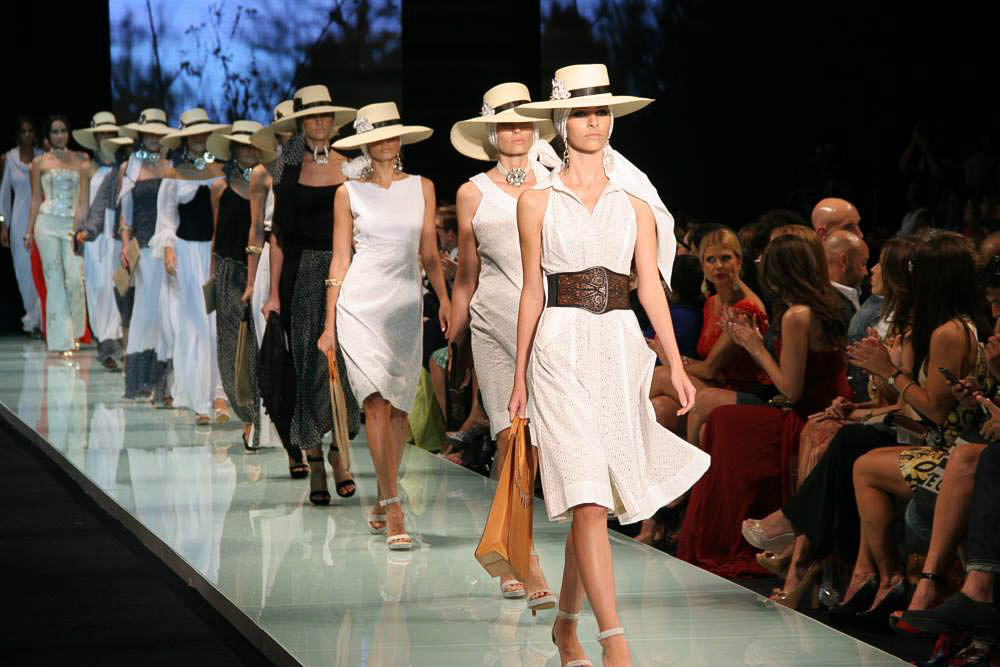
Sàn diễn thời trang hiện đại tại Tuần lễ Thời trang Miami

Sàn diễn thời trang hay sàn catwalk (tiếng Anh: runway, catwalk hoặc ramp) là một đường băng hẹp, thường là mặt sàn phẳng đặt trong khán phòng hoặc nằm giữa các bộ phận của khu vực chỗ ngồi lộ thiên (ngoài trời), được các người mẫu sử dụng để trình diễn trang phục và các phụ kiện trong suốt một buổi trình diễn thời trang.